# Xã Hanging Grove, Quận Jasper, Indiana
Xã Hanging Grove (tiếng Anh: Hanging Grove Township) là một xã thuộc quận Jasper, tiểu bang Indiana, Hoa Kỳ. Năm 2010, dân số của xã này là 230 người.